# Le ragazze di Gauguin

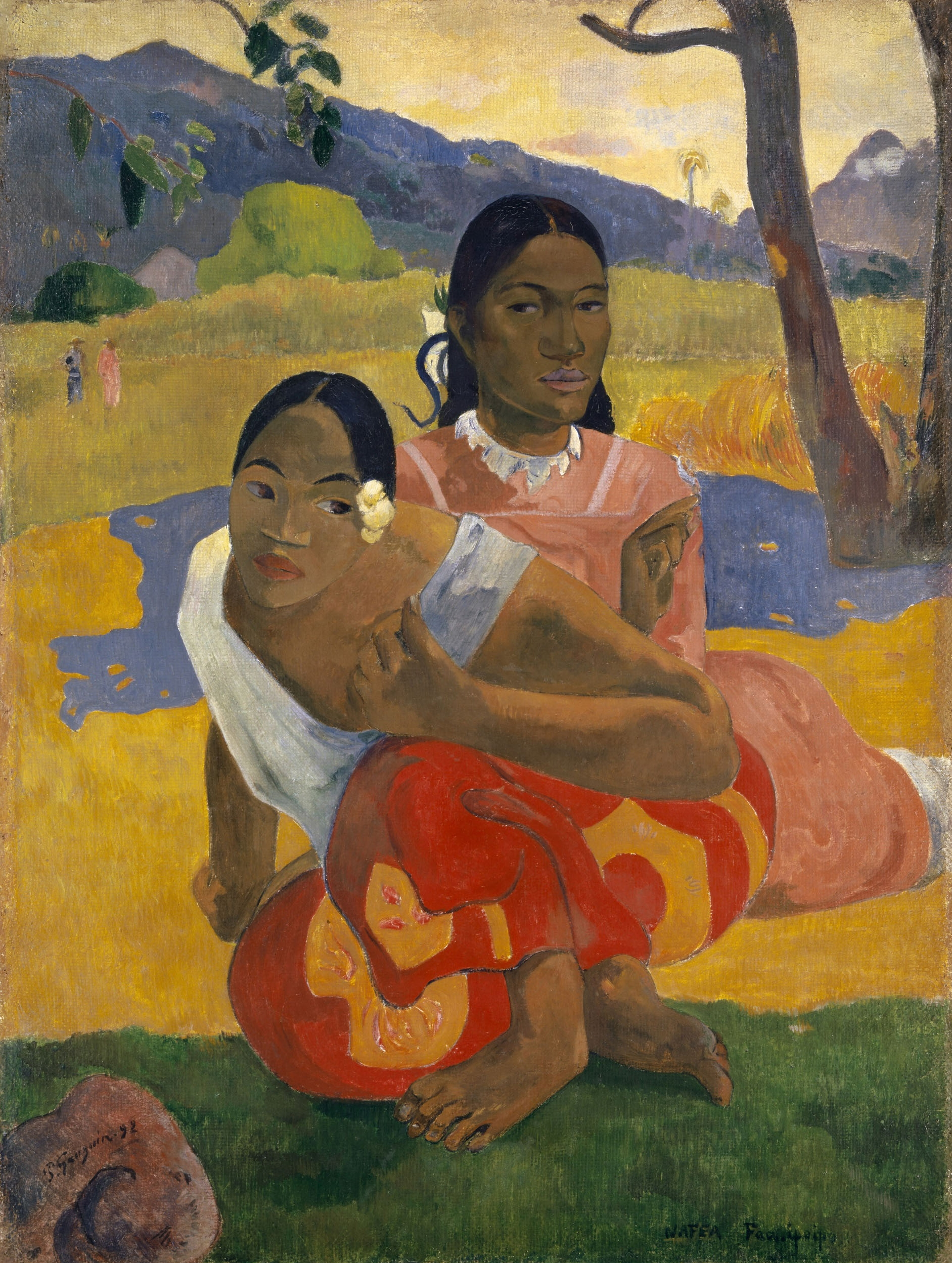
Il quadro Nafea faa ipoipo di Gauguin.

Le ragazze di Gauguin è un album della cantautrice italiana Grazia Di Michele, uscito nel 1986.
Il brano trainante che dà il nome all'intero disco fa conoscere al grande pubblico una vocalità femminile fatta di delicatezza e nuove suggestioni musicali.
Ispirata dal celebre quadro di Gauguin Le ragazze di Tahiti, l'artista propone una musica d'autore al femminile ed è un fatto del tutto nuovo in Italia.
Anche musicalmente l'album è controcorrente: tutte le canzoni sono suonate con strumenti originali e le sonorità sono molto mediterranee, mentre in quegli anni si impongono musica campionata e sonorità elettroniche.
L'anno successivo l'album viene ristampato con l'aggiunta della canzone Sha La-La e una diversa sequenza dei brani. Nello stesso anno Le ragazze di Gauguin vince la Vela d'argento.
Una nota casa di abbigliamento affida al ritornello del brano principale il jingle del suo spot televisivo, mentre nel 1989 Elio e le Storie Tese citano un frammento del ritornello nella canzone Cassonetto differenziato per il frutto del peccato, contenuta nell'album Elio Samaga Hukapan Kariyana Turu.
Esiste anche una versione in francese del brano principale, intitolata Les jeunes filles de Gauguin, mai distribuita commercialmente.

## Tracce
1. Le ragazze di Gauguin (R. Giagni - M.G. Di Michele - J. Di Michele)
2. Mama (M.G. DI Michele - J. Di Michele)
3. Tango (M.G. DI Michele - J. Di Michele)
4. Rosa (M.G. DI Michele - J. Di Michele)
5. Manuela (M.G. DI Michele)
6. Sha la la (M.G. DI Michele)
7. Magico concerto (M.G. DI Michele - J. Di Michele)
8. Piccione viaggiatore (M.G. DI Michele)
9. Stai con me (M. Francis - M.G. DI Michele - J. Di Michele - M.G. DI Michele)
10. Luna di Shanghai (M.G. DI Michele - J. Di Michele)
11. La mia voce (M.G. DI Michele)

## Formazione
- Grazia Di Michele – voce, chitarra, pianoforte
- Lucio Fabbri – tastiera, violino, pianoforte, chitarra, violoncello, basso
- Dino D'Autorio – basso
- Walter Calloni – batteria
- Max Costa – tastiera, programmazione
- Riccardo Giagni – chitarra
- Franco Cristaldi – basso
- Candelo Cabezas – percussioni
- Paolo Emilio Marrocco – tastiera
- Paolino Dalla Porta – contrabbasso
- Demo Morselli – tromba, flicorno
- Feiez – sax